# Spilosoma bipuncta
Spilosoma bipuncta là một loài bướm đêm thuộc phân họ Arctiinae, họ Erebidae.